# چشمه چاهی سفلی
چشمه چاهی سفلی، روستایی در دهستان کارزان بخش کارزان شهرستان سیروان در استان ایلام ایران است.

## جمعیت
بر پایه سرشماری عمومی نفوس و مسکن در سال ۱۳۹۵، جمعیت این روستا برابر با ۴۸ نفر (۱۵ خانوار) بوده است.